# Termopila

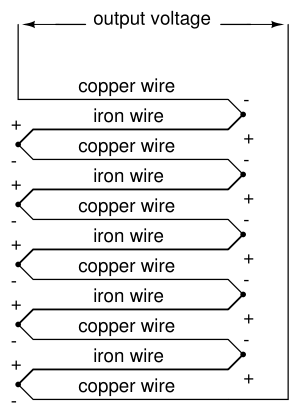
Termopila, composta de termoparells múltiples en sèrie. Si els extrems de l'esquerra i de la dreta estan a la mateixa temperatura, els voltatges es cancel·len, donant una sortida zero. Si un costat està calent i l'altre fred, la producció total de voltatge resultant és igual a la suma dels diferencials de voltatge de cada parell.

Una termopila és un dispositiu electrònic que converteix energia tèrmica en energia elèctrica. Està compost de diversos termoparells connectats normalment en sèrie o, menys generalment, en paral·lel.
Les termopiles no responen a la temperatura absoluta, si no que generen un voltatge proporcional a una diferència de temperatura local o gradient de temperatura.
Proporcionen un voltatge de sortida en resposta a un gradient de temperatura, formant part de dispositius com els termòmetres d'infrarojos àmpliament utilitzats pels professionals mèdics per mesurar la temperatura corporal. Són també utilitzats àmpliament en sensors de flux tèrmic (com la termopila de Moll i el pirheliòmetre d'Eppley) i en controls de seguretat de cremadors de gas. La diferència de tensió generada per una termopila normalment està en la gamma de desenes o centenars de mil·livolts. Amb el registrament de les variacions del nivell del senyal, el dispositiu pot proporcionar mitjanes volumètrics de temperatura.
També s'utilitzen per generar energia elèctrica a partir de la calor despresa per components elèctrics, el vent solar, els materials radioactius, la radiació làser o la combustió. El procés és també un exemple de l'efecte Peltier (transferència de l'energia de la calor en forma de corrent elèctric), dins dels processos de transmissió de l'energia entre punts calents i freds.